# Número altamente compuesto superior

Función divisor d(n) hasta n = 250

En matemáticas, un número altamente compuesto superior (SHCH por sus siglas en inglés) es un número natural que tiene la relación más alta de su número de divisibilidad con alguna potencia positiva de sí mismo que cualquier otro número. Es una restricción más fuerte que la de número altamente compuesto, que se define por tener más divisores que cualquier entero positivo más pequeño.

## Ejemplos

Gráfica del número de divisores de números enteros del 1 al 1000. Los números altamente compuestos están etiquetados en negrita y los números altamente compuestos superiores están marcados con estrellas. En el the SVG fichero, se puede pasar el cursor sobre una barra para ver sus estadísticas

A continuación se enumeran los primeros 10 números altamente compuestos superiores y su factorización.
| # Factores primos | SHCN n | Factorización prima       | Exponentes primos | # Divisores d(n) | # Divisores d(n) | Factorización primorial |
| ----------------- | ------ | ------------------------- | ----------------- | ---------------- | ---------------- | ----------------------- |
| 1                 | 2      | 2                         | 1                 | 2                | 2                | 2                       |
| 2                 | 6      | 2 ⋅ 3                     | 1,1               | 2                | 4                | 6                       |
| 3                 | 12     | 2 ⋅ 3                     | 2,1               | 3×2              | 6                | 2 ⋅ 6                   |
| 4                 | 60     | 2 ⋅ 3 ⋅ 5                 | 2,1,1             | 3×22             | 12               | 2 ⋅ 30                  |
| 5                 | 120    | 23 ⋅ 3 ⋅ 5                | 3,1,1             | 4×22             | 16               | 2 ⋅ 30                  |
| 6                 | 360    | 23 ⋅ 32 ⋅ 5               | 3,2,1             | 4×3×2            | 24               | 2 ⋅ 6 ⋅ 30              |
| 7                 | 2520   | 23 ⋅ 32 ⋅ 5 ⋅ 7           | 3,2,1,1           | 4×3×22           | 48               | 2 ⋅ 6 ⋅ 210             |
| 8                 | 5040   | 24 ⋅ 32 ⋅ 5 ⋅ 7           | 4,2,1,1           | 5×3×22           | 60               | 2 ⋅ 6 ⋅ 210             |
| 9                 | 55440  | 24 ⋅ 32 ⋅ 5 ⋅ 7 ⋅ 11      | 4,2,1,1,1         | 5×3×23           | 120              | 2 ⋅ 6 ⋅ 2310            |
| 10                | 720720 | 24 ⋅ 32 ⋅ 5 ⋅ 7 ⋅ 11 ⋅ 13 | 4,2,1,1,1,1       | 5×3×24           | 240              | 2 ⋅ 6 ⋅ 30030           |

Para un número superior altamente compuesto n existe un número real positivo ε tal que para todos los números naturales k menores que n, se tiene que
{\displaystyle {\frac {d(n)}{n^{\varepsilon }}}\geq {\frac {d(k)}{k^{\varepsilon }}}}
y para todos los números naturales k mayores que n se cumple que
{\displaystyle {\frac {d(n)}{n^{\varepsilon }}}>{\frac {d(k)}{k^{\varepsilon }}}}
donde d(n), la función divisor, denota el número de divisores de n. El término fue acuñado por Srinivasa Ramanujan (1915).
Por ejemplo, el número con más divisores con respecto al valor de su raíz cuadrada es 12; lo que se puede demostrar revisando los altamente compuestos cercanos a 12.
{\displaystyle {\frac {2}{2^{.5}}}\approx 1.414,{\frac {3}{4^{.5}}}=1.5,{\frac {4}{6^{.5}}}\approx 1.633,{\frac {6}{12^{.5}}}\approx 1.732,{\frac {8}{24^{.5}}}\approx 1.633,{\frac {12}{60^{.5}}}\approx 1.549}
120 es otro número altamente compuesto superior porque tiene la proporción más alta de divisores con respecto a sí mismo elevado a la potencia 0,4.
{\displaystyle {\frac {9}{36^{.4}}}\approx 2.146,{\frac {10}{48^{.4}}}\approx 2.126,{\frac {12}{60^{.4}}}\approx 2.333,{\frac {16}{120^{.4}}}\approx 2.357,{\frac {18}{180^{.4}}}\approx 2.255,{\frac {20}{240^{.4}}}\approx 2.233,{\frac {24}{360^{.4}}}\approx 2.279}
Los primeros 15 números altamente compuestos superiores, 2, 6, 12, 60, 120, 360, 2520, 5040, 55440, 720720, 1441440, 4324320, 21621600, 367567200, 6983776800 (sucesión A002201 en OEIS) son también los primeros 15 números colosalmente abundantes, que cumplen condiciones similares basadas en la función suma de divisores en lugar del número de divisores. Sin embargo, ningún conjunto es un subconjunto del otro.

## Propiedades

Diagrama de Euler de los números menores de 100, clasificados como abundantes, abundantes primitivos, altamante abundantes, superabundantes, colosalmente abundantes, altamente compuestos, altamente compuestos superiores, extraños y perfectos en relación con su deficiencia y composición de factores

Factores de potencias primas

Todos los números altamente compuestos superiores son altamente compuestos. Esto es fácil de probar: si hay algún número k que tiene el mismo número de divisores que n pero es menor que n (es decir, {\displaystyle d(k)=d(n)}, pero {\displaystyle k<n}), entonces {\displaystyle {\frac {d(k)}{k^{\varepsilon }}}>{\frac {d(n)}{n^{\varepsilon }}}} para todo ε positivo, por lo que si un número n no es altamente compuesto, no puede ser altamente compuesto superior.
Una construcción efectiva del conjunto de todos los números altamente compuestos superiores está dada por la siguiente aplicación monótona de los números reales positivos. Vamos
{\displaystyle e_{p}(x)=\left\lfloor {\frac {1}{{\sqrt[{x}]{p}}-1}}\right\rfloor \quad }
para cualquier número primo p y real x positivo. Entonces
{\displaystyle \quad s(x)=\prod _{p\in \mathbb {P} }p^{e_{p}(x)}\quad } es un número altamente compuesto superior.
Téngase en cuenta que el producto no necesita calcularse indefinidamente, porque si {\displaystyle p>2^{x}} entonces {\displaystyle e_{p}(x)=0}, por lo que el producto para calcular {\displaystyle s(x)} puede cancelarse una vez por {\displaystyle p\geq 2^{x}}.
También hay que considerar que en la definición de {\displaystyle e_{p}(x)}, {\displaystyle 1/x} es análogo a {\displaystyle \varepsilon } en la definición implícita de un número altamente compuesto superior.
Además, para cada número altamente compuesto superior {\displaystyle s^{\prime }} existe un intervalo semiabierto {\displaystyle I\subset \mathbb {R} ^{+}} tal que {\displaystyle \forall x\in I:s(x)=s^{\prime }}.
Esta representación implica que existe una secuencia infinita de {\displaystyle \pi _{1},\pi _{2},\ldots \in \mathbb {P} } tal que para el n-ésimo número altamente compuesto superior {\displaystyle s_{n}} se cumple que
{\displaystyle s_{n}=\prod _{i=1}^{n}\pi _{i}}

Los primeros son {\displaystyle \pi _{i}} son 2, 3, 2, 5, 2, 3, 7, ... (sucesión A000705 en OEIS). En otras palabras, el cociente de dos números altamente compuestos superiores sucesivos es un número primo.

## Raíces superiores altamente compuestas
Los primeros números altamente compuestos superiores se han utilizado a menudo como bases, debido a su alta divisibilidad con respecto a su tamaño. Por ejemplo:
- Sistema binario (base 2)
- Sistema senario (base 6)
- Sistema duodecimal (base 12)
- Sistema sexagesimal (base 60)

Los números altamente compuestos superiores más grandes se pueden usar de otras maneras. Por ejemplo, el 120 aparece como el cien largo (el sistema de numeración usado en el ámbito cultural de las lenguas germánicas hasta el siglo XV), mientras que 360 aparece como el número de grados de un círculo completo.